# Трантеев сенокосец
Трантеев сенокосец (Cyphophthalmus paradoxus) е дребен вид паякообразно, локален пещерен ендемит за района на Западния Предбалкан и Централна Стара планина. Липсват данни за числеността на вида. Описан е от чешкия биолог Йозеф Кратохвил през 1958 г. Носи името на спелеолога Петър Трантеев.

## Разпространение
Видът е установен в Рушовата пещера в близост до село Градешница и в пещерите Топля и Яловица край село Голяма Желязна.

## Биологични особености
Трантеевият сенокосец е троглобионт. Дължината на тялото му е 2,06 mm. Живее в среда с много висока влажност (96 – 100%) при температура 9,5 – 12 °C. Среща се главно в дъното на пещерите, по глинести, влажни стени и подове.